# Salamanca
Salamanca é um município da província homônima, na comunidade autónoma de Castela e Leão, na Espanha. Tem 38,6 quilómetros quadrados de área e em 2021 tinha 143 269 habitantes (densidade: 3 711,6 hab./km²).

## História

### Antiguidade
Salamanca já é habitada desde o primeiro milênio antes de Cristo, conforme atestam os testemunhos arqueológicos encontrados no Cerro de São Vicente, que estão relacionados à cultura de Las Cogotas, da Idade do Bronze. Neste mesmo cerro, se encontraram restos do que pode ter sido o primeiro assentamento humano estável na região, relacionados à cultura de Soto de Medinilla, da Idade do Ferro (século VII a.C.). No século IV a.C., ainda na Idade do Ferro, se desenvolveu um novo núcleo populacional no Teso das Catedrais, também conhecido como Cerro de São Isidro. Este núcleo era vinculado à cultura dos castros e durou até a romanização da cidade. Todos esses antigos núcleos tiveram a motivação de controle militar da área circundante, graças à presença de três tesos e à proximidade do rio Tormes.
Em 220 a.C., Aníbal conquistou a cidade, então chamada de Helmántica. Após a vitória romana na Segunda Guerra Púnica (218–201 a.C.), a cidade foi anexada à província da Lusitânia. Passou a ser chamada de Salmántica, e teve seu território limitado ao Teso das Catedrais, abandonando o Cerro de São Vicente. Durante o domínio romano, a cidade fez parte da Via da Prata, estrada que ligava o sul e o norte da Península Ibérica. Também durante o domínio romano, no século I, foi construída a Ponte Romana sobre o rio Tormes, que permitiu o acesso à cidade a partir do sul e que existe até hoje (embora sua metade sul tenha sido reconstruída após uma enchente no século XVII).

### Idade Média

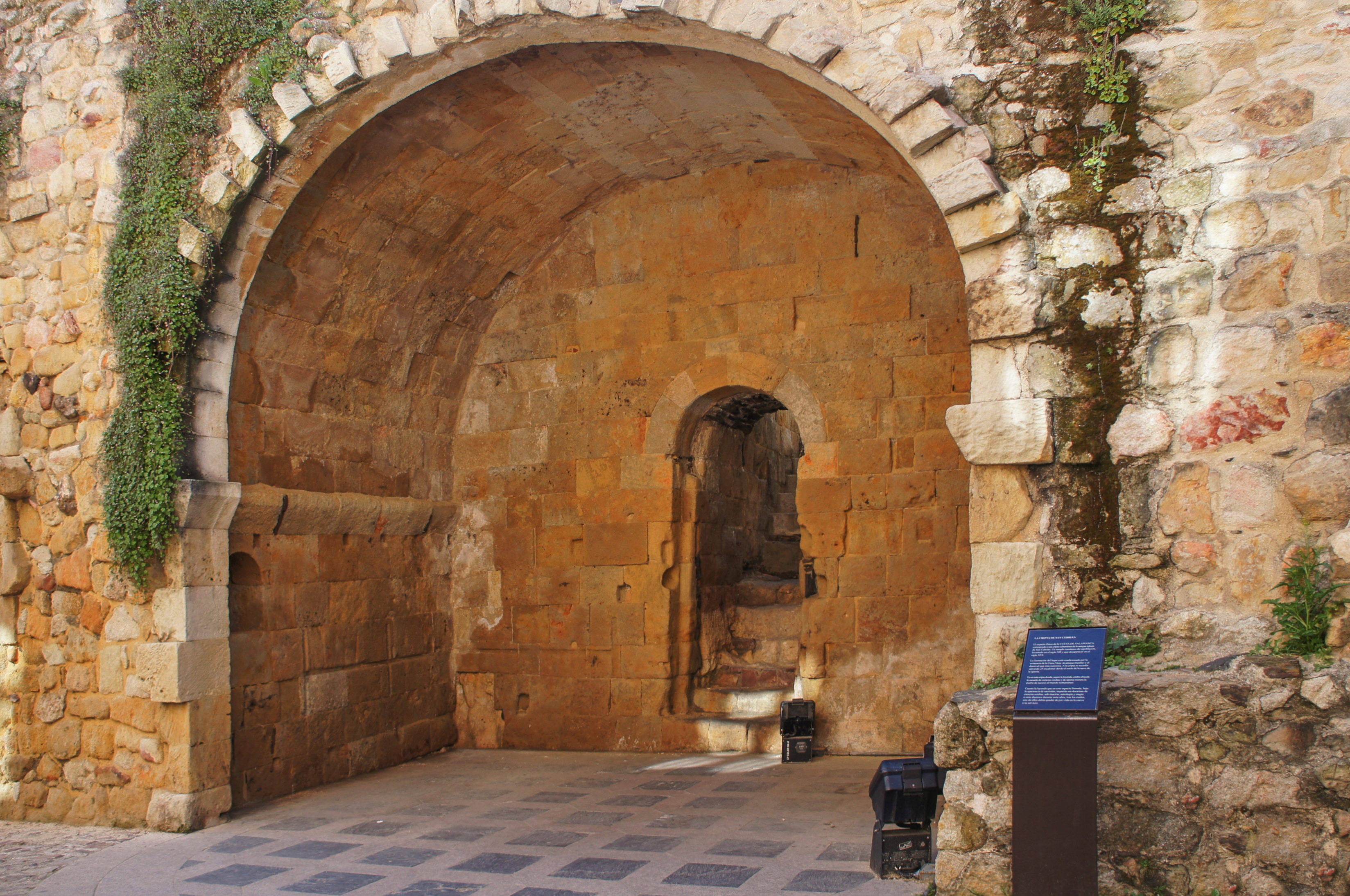
Cova de Salamanca

Após a Queda do Império Romano do Ocidente (476), a cidade foi dominada pelos alanos. Posteriormente, passou para domínio visigodo. Em 712, com a invasão muçulmana da Península Ibérica, a cidade foi conquistada por Muça ibne Noçáir. Durante a Alta Idade Média, a região se tornou terra de ninguém, devido aos frequentes confrontos entre muçulmanos vindos do sul e cristãos vindos do norte.
A região somente foi repovoada após a batalha de Simancas, em 939. Principalmente, por pessoas oriundas da cidade de Leão. A repovoação da cidade se intensificou após a conquista de Toledo por Afonso VI de Leão e Castela em 1085. Em 1102, Raimundo de Borgonha, sogro de Afonso VI, repovoou a cidade com francos, castelhanos, serranos, moçárabes, toresanos, portugueses, bracarences, galegos, judeus e muçulmanos. Foi restaurada a diocese e se começou a construir a catedral, à sombra da qual surgiram escolas. Em 1218, o rei Afonso IX de Leão concedeu, a essas escolas, o título de Estudo Geral. Em 1253, o rei Afonso X de Leão e Castela as converteu em Universidade de Salamanca.
Em 12 de agosto de 1311, nasceu Afonso XI de Castela, o único rei nascido na cidade. Durante o século XV, a cidade foi palco de uma disputa entre dois grupos de nobres: o de são Bento e o de são Tomé. Nessa época, a cidade destacou-se na manufatura de panos e na exportação de lã.

### Idade Moderna
Em 1520, na Guerra das Comunidades de Castela, a cidade se levantou contra os novos impostos reclamados por Carlos I de Espanha junto às cortes, e a favor de suas manufaturas têxteis. Com a derrota das comunidades, o rei Carlos I fez derrubar as torres dos salamanqueses que haviam aderido à revolta.
O século XVI foi a época de maior esplendor da cidade, tanto em termos demográficos (a cidade possuía 24 000 habitantes) como em termos intelectuais (por volta de 1580, 6 500 estudantes se matriculavam todos os anos na universidade. Os professores da universidade eram conhecidos como salmanticenses.). Posteriormente, seguiu-se um período de decadência: em 1651, a cidade possuía 12 000 habitantes.
O bairro judeu se situava ao norte, junto à muralha (mais ou menos, na altura da atual avenida de Mirat). Em 1492, quando os judeus foram expulsos da Espanha por conta do Decreto de Alhambra, o bairro foi tapado e respeitado pelos moradores da cidade, provavelmente pensando num futuro retorno dos judeus. Como resultado, o bairro foi invadido por coelhos, o que fez com que ele fosse, até recentemente, conhecido como "Bairro do Coelhal" (Barrio del Conejal).
No século XVIII, a cidade teve um renascimento económico e cultural, o que possibilitou a conclusão das obras da Catedral Nova de Salamanca, a construção da Praça Maior em 1729 e a reconstrução de muitos edifícios que haviam sido danificados pelo Sismo de Lisboa de 1755.

### Idade Contemporânea
Durante a Guerra Peninsular, a cidade foi ocupada pelas tropas do marechal Nicolas Jean de Dieu Soult em 1809 e ficou em mãos francesas até a batalha de Salamanca, em 1812, que foi ganha pelas tropas portuguesas, britânicas e espanholas lideradas por Arthur Wellesley, 1.º Duque de Wellington. Durante a ocupação, os franceses destruíram muitos edifícios para obter material para construir defesas, especialmente no bairro de Caídos, no qual havia famosos colégios maiores ligados à universidade, dos quais não sobrou nada. A cidade sofreu muito com o fechamento das universidades decretado pelo rei Fernando VII de Espanha. Quando a universidade de Salamanca foi reaberta, ela se tornou uma mera universidade de províncias.
Em 1833, foi criada a província de Salamanca, pertencente à Região de Leão, e a cidade de Salamanca tornou-se a capital da província. Em 1877, a cidade beneficiou-se com a construção da estrada de ferro entre Portugal e França, que passava pela cidade. Com a eclosão da Guerra Civil Espanhola em 1936, o exército sublevado logo tomou o poder na cidade, fuzilando o prefeito Castro Prieto Carrasco. Entre outubro de 1936 e novembro de 1937, o Palácio Episcopal de Salamanca foi residência e centro de comando do general Franco.
A cidade também foi sede de algumas organizações falangistas e de alguns ministérios durante a guerra civil. Todos os documentos apreendidos pelo exército sublevado durante a guerra foram guardados na cidade e vieram a formar o Arquivo Geral da Guerra Civil Espanhola. Em 2006, os papéis desse arquivo referentes à Catalunha foram transladados a essa comunidade autónoma em meio a grandes disputas entre a prefeitura de Salamanca, o governo espanhol e manifestações populares. Como protesto, o prefeito de Salamanca Julián Lanzarote, do Partido Popular, mudou o nome da rua onde se localiza o arquivo: de "Gibraltar" (nome que homenageava as milícias salmantinas que fizeram parte da conquista de Gibraltar por Afonso XI), passou a ser chamada de El Expólio ("O Espólio").

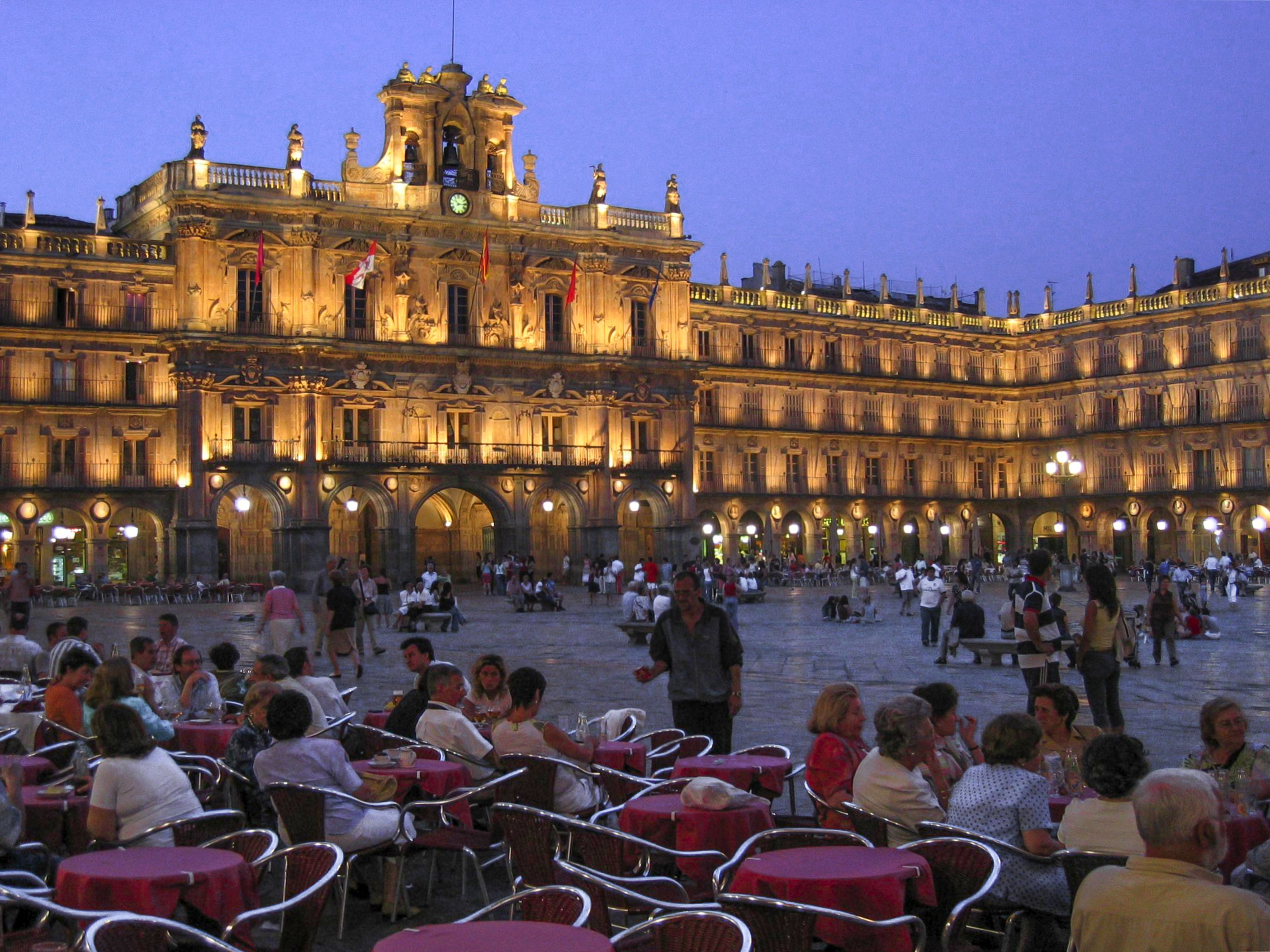
Praça Maior

Em 1940, o papa Pio XII fundou a Universidade Pontifícia de Salamanca. Em 1988, a cidade foi declarada património da humanidade pela Organização das Nações Unidas para a Educação, a Ciência e a Cultura. Em 1998, a cidade foi designada, junto com Bruxelas, Capital Europeia da Cultura de 2002. Em 2005, a cidade sediou a XV Conferência Ibero-americana.

## Cultura
Salamanca é uma das cidades espanholas mais ricas em monumentos da Idade Média, do Renascimento e das épocas barroca e neoclássica. Destacam-se as catedrais velha e nova, o Palácio da Salina, o Palácio de Anaya, o Palácio de Monterrey, a Casa das Conchas, a Casa Lis, o Convento das Senhoras (Convento de las Dueñas) e a Torre do Cravo (Torre del Clavero). O Museu Diocesano, o Museu Catedralício, o Museu Universitário e o Museu das Senhoras são outras referências culturais da cidade. A atual vida quotidiana de Salamanca centra-se na Praça Maior (Plaza Mayor). Essa praça, edificada entre 1729 e 1755, é o centro e o principal símbolo da cidade. A cidade também tem a fama de ser o lugar onde se fala o castelhano mais puro da Espanha. Salamanca foi escolhida para Capital Europeia da Cultura em 2002, sendo o seu centro histórico Património da Humanidade desde 1988.

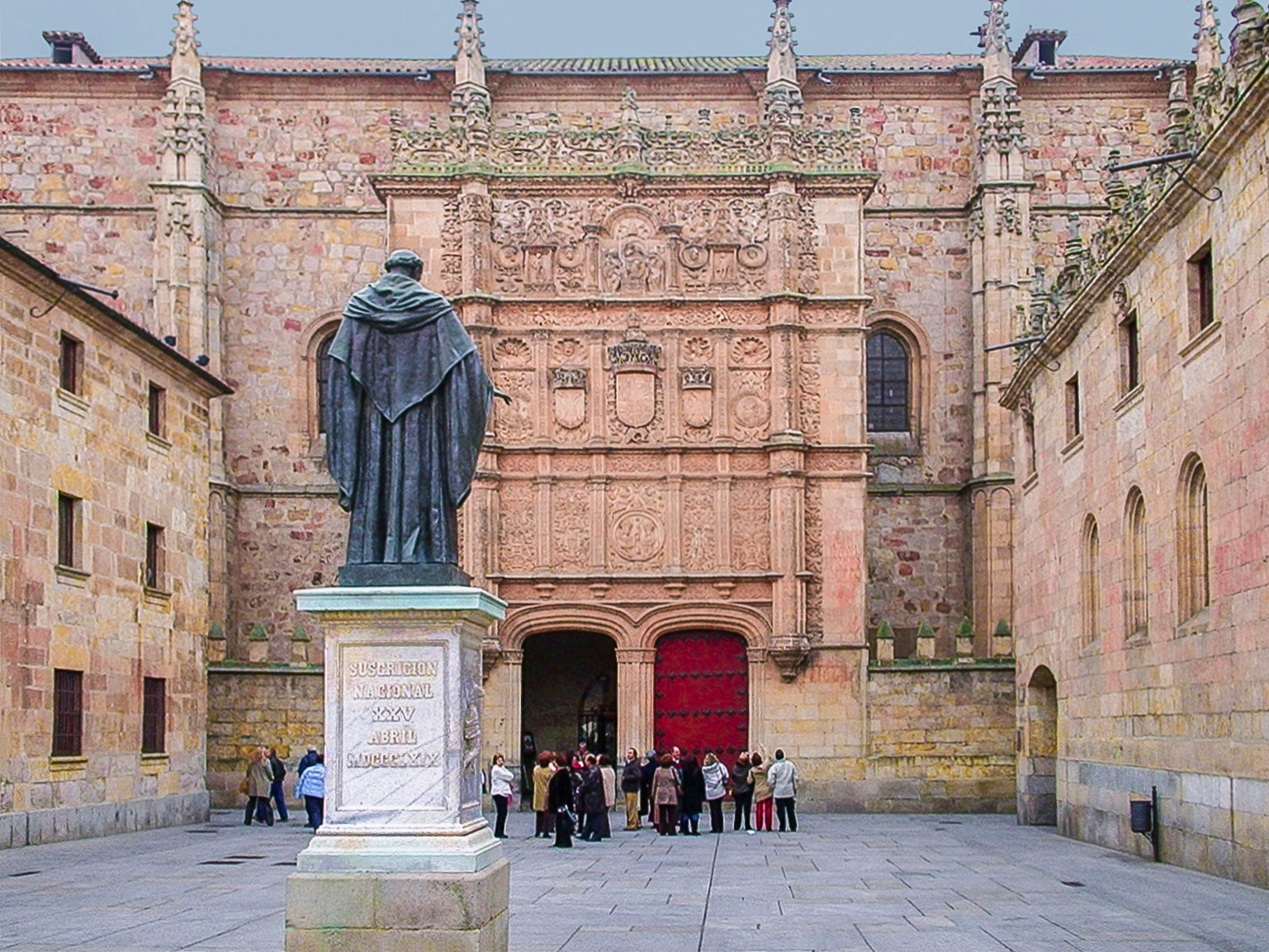
Estátua do Frei Luis de León em frente ao pátio da Universidade.

## Educação
Salamanca tem, atualmente, duas universidades: a Universidade de Salamanca (pública) e a Universidade Pontifícia de Salamanca, universidade privada no âmbito da Igreja Católica. Somando-se as duas, supera-se a cifra de 32 000 alunos matriculados. Os estudantes provêm de todas as comunidades autónomas espanholas e o número de estudantes estrangeiros é um dos mais elevados de toda a Espanha. Também se destacam os cursos de língua espanhola voltados para alunos estrangeiros, que têm um grande peso na economia da cidade.

## Economia
As principais indústrias da cidade são os curtumes, a cerveja e a moagem de cereais. O turismo também é uma actividade económica importante.[carece de fontes?]

## Património
- Praça Maior de Salamanca

Catedrais
Salamanca tem duas catedrais, a antiga, do século XII e em estilo românico, e a nova, muito maior, iniciada no século XVI em estilo gótico e concluída no século XVIII. O lugar onde ambas se encontram é conhecido como Patio Chico e é um dos lugares mais encantadores da cidade.
A torre principal da catedral nova foi construída sobre o campanário da catedral antiga. Ainda é visível nela uma rachadura originada pelo terremoto de Lisboa de 1755
- Igreja de Santo Estêvão (Salamanca)
- Casa das Conchas
- Cova de Salamanca (segundo uma lenda, era o local onde o diabo dava aulas. Corresponde aos restos da cripta da antiga igreja de são Cebriano.)[12]

## Demografia
| Variação demográfica do município entre 1991 e 2010 | Variação demográfica do município entre 1991 e 2010 | Variação demográfica do município entre 1991 e 2010 | Variação demográfica do município entre 1991 e 2010 | Variação demográfica do município entre 1991 e 2010 | Variação demográfica do município entre 1991 e 2010 |
| --------------------------------------------------- | --------------------------------------------------- | --------------------------------------------------- | --------------------------------------------------- | --------------------------------------------------- | --------------------------------------------------- |
| 1991                                                | 1996                                                | 2001                                                | 2004                                                | 2007                                                | 2010                                                |
| 162 888                                             | 159 225                                             | 156 368                                             | 160 415                                             | 155 921                                             | 154 462                                             |

## Cidades geminadas
- Buenos Aires, na  Argentina
- Las Palmas de Gran Canaria, na  Espanha
- Coimbra, em  Portugal
- Nimes, na  França
- Wurzburgo, na  Alemanha
- Bruges, na  Bélgica
- Cambridge, na  Inglaterra
- Gijón, na  Espanha